# Стара Јошава
Стара Јошава је насељено мјесто у Славонији. Припада граду Ораховици, у Вировитичко-подравској жупанији, Република Хрватска.

## Географија
Стара Јошава се налази око 5,5 км источно од Ораховице.

## Становништво
Према попису становништва из 2011. године, Стара Јошава је имала 240 становника.
| Демографија | Демографија | Демографија |
| Година      | Становника  | Становника  |
| ----------- | ----------- | ----------- |
| 1961.       | 294         |             |
| 1971.       | 278         |             |
| 1981.       | 277         |             |
| 1991.       | 291         |             |
| 2001.       | 246         |             |
| 2011.       |             | 240         |

## Попис1991.
На попису становништва 1991. године, насељено место Стара Јошава је имало 291 становника, следећег националног састава:
| Попис 1991.‍ | Попис 1991.‍ | Попис 1991.‍ | Попис 1991.‍ | Попис 1991.‍ |
| ----------- | ----------- | ----------- | ----------- | ----------- |
|             |             |             |             |             |
| Хрвати      | Хрвати      |             | 266         | 91,40%      |
| Роми        | Роми        |             | 18          | 6,18%       |
| Срби        | Срби        |             | 4           | 1,37%       |
| остали      | остали      |             | 1           | 0,34%       |
| непознато   | непознато   |             | 2           | 0,68%       |
| укупно: 291 |             |             |             |             |